# Aricidea abyssalis
Aricidea abyssalis är en ringmaskart som beskrevs av Laubier och Ramos 1974. Aricidea abyssalis ingår i släktet Aricidea och familjen Paraonidae. Inga underarter finns listade i Catalogue of Life.